# Nørre Ejder
Nørre Ejder var en forbindelse mellem Ejderen og Heveren, som blev skabt under Den Store Manddrukning i januar 1362, og som adskilte Ejdersted fra fastlandet i over et århundrede. Flodarmen adskilte sig fra Ejderens hovedløb ved det nuværende Frederiksstad og mundede ved Lundebjerg Herred i Heveren i Vesterhavet. Efterhånden tilsandede dog store dele af Nørre Ejder, og med inddigningen af Damkogen ved Svavsted i 1489 forsvandt flodarmen.
Tæt på Nørre Ejder lå Milden.